# Caren Lissner
Caren Lissner (Elizabeth, 13 febbraio 1973) è una scrittrice e giornalista statunitense.
Tra i suoi romanzi annovera Carrie Pilby (2003) and Starting from Square Two (2004).

## Primi anni
Caren Lissner è nata il 13 febbraio 1973 ad Elizabeth, New Jersey. Cresciuta a Freehold Township, cittadina del New Jersey, ha frequentato la Laura Donovan School e quindi la Barkalow Middle School.
Diplomata alla Cedar Ridge High School di Old Bridge in New Jersey, si è infine laureata in Lingua e Letteratura Inglese all’Università della Pennsylvania, frequentando dal 1989 al 1993. Durante questo periodo, ha scritto sul giornale degli studenti, il Daily Pennsylvanian, e ha fatto parte della Philomathean Society.

## Carriera
La Lissner ha pubblicato diversi saggi, articoli e testi satirici, su varie testate tra cui il The New York Times, il The Philadelphia Inquirer, The Atlantic, e il sito umoristico McSweeney's Internet Tendency. È redattore capo presso lo Hudson Reporter, gruppo editoriale della contea di Hudson in New Jersey. Dal suo romanzo Carrie Pilby, ristampato nel luglio 2010 nella collana Harlequin Teen, è stato tratto il film indipendente dallo stesso titolo con protagonisti  Bel Powley e Nathan Lane. Il film è uscito in sala nel marzo 2017, e da settembre dello stesso anno è stato distribuito sulla piattaforma Netflix.